# Le Petit Pêcheur de la mer de Chine
 (juillet 2025).
Pour plus de détails, voir Fiche technique et Distribution.
Le Petit Pêcheur de la mer de Chine est un court métrage français réalisé par Serge Hanin, sorti en 1959.

## Fiche technique
- Titre : Le Petit Pêcheur de la mer de Chine
- Réalisation : Serge Hanin
- Scénario : Serge Hanin
- Photographie : Jean Collomb
- Musique : Jean Lemaire
- Production : Segar Films
- Pays d'origine :  France
- Durée : 26 minutes
- Date de sortie : France, mai 1959 (présentation en compétition au Festival de Cannes)

## Distribution
- Jacques Berthier : narration

## Distinction
- 1959 : Mention spéciale au Festival de Cannes[1]